# Pallavolo Concorezzo 2024-2025
Questa voce raccoglie le informazioni riguardanti la Pallavolo Concorezzo nelle competizioni ufficiali della stagione 2024-2025.

## Stagione
Nella stagione 2024-25 la Pallavolo Concorezzo assume la denominazione sponsorizzata di Imd Concorezzo.
Partecipa per la prima volta al campionato di Serie A2 terminando il girone B della regular season al nono posto in classifica; nella pool salvezza giunge al nono posto che vale la retrocessione in Serie B1.

## Organigramma societario
Area direttiva
- Presidente: Alberto Arosio (fino al 16 dicembre 2024), Ambrogio Gervasoni (dal 16 dicembre 2024)[4]
- Direttore generale: Graziano Minoglia
- Direttore sportivo: Franco Gambino
- Direttore tecnico: Angelescu Madalina

Area tecnica
- Allenatore: Davide Delmati
- Allenatore in seconda: Giacomo Rigoni
- Assistente allenatore: Eugenio Penati

Area comunicazione
- Responsabile comunicazione: Mirko Caredda

Area sanitaria
- Fisioterapista: Riccardo Fusaro
- Preparatore atletico: Francesco Garrera

## Rosa
| N° | Nome               | Ruolo | Data di nascita  | Nazionalità sportiva |
| -- | ------------------ | ----- | ---------------- | -------------------- |
| 2  | Martina Piazza     | C     | 23 ottobre 1994  | Italia               |
| 3  | Sofia Alberti      | P     | 30 gennaio 2003  | Italia               |
| 4  | Alice Rosina       | S     | 9 luglio 2005    | Italia               |
| 5  | Federica Ghezzi    | L     | 4 luglio 2000    | Italia               |
| 6  | Veronica Allasia   | P     | 21 giugno 2000   | Italia               |
| 7  | Matilde Frigerio   | C     | 3 febbraio 2002  | Italia               |
| 8  | Camilla Bianchi    | C     | 2 agosto 2006    | Italia               |
| 9  | Greta Pegoraro     | C     | 19 ottobre 2002  | Italia               |
| 10 | Maria Tsitsigiannī | S     | 20 novembre 2000 | Grecia               |
| 11 | Júlia Kavalenka    | O     | 2 marzo 1999     | Portogallo           |
| 12 | Simona Marini      | P     | 28 ottobre 1996  | Italia               |
| 13 | Giulia Bianchi     | S     | 2 agosto 2006    | Italia               |
| 14 | Annalisa Brutti    | O     | 25 marzo 1996    | Italia               |
| 15 | Sveva Tonello      | S     | 15 aprile 2002   | Italia               |
| 17 | Anna Rocca         | L     | 17 giugno 2002   | Italia               |

## Mercato
| Acquisti                               | Acquisti           | Acquisti       | Acquisti   |
| R.                                     | Nome               | da             | Modalità   |
| -------------------------------------- | ------------------ | -------------- | ---------- |
| P                                      | Sofia Alberti      | Liberi e Forti | definitivo |
| C                                      | Camilla Bianchi    | AGIL           | definitivo |
| S                                      | Giulia Bianchi     | AGIL           | definitivo |
| C                                      | Matilde Frigerio   | Lecco Picco    | definitivo |
| O                                      | Júlia Kavalenka    | Talmassons     | definitivo |
| L                                      | Anna Rocca         | Academy Modena | definitivo |
| S                                      | Alice Rosina       | Novate         | definitivo |
| S                                      | Sveva Tonello      | UIV Pavia      | definitivo |
| S                                      | Maria Tsitsigiannī | Olympiakos     | definitivo |
| Trasferimenti nel corso della stagione |                    |                |            |
| P                                      | Veronica Allasia   | Mondovì        | definitivo |

| Cessioni | Cessioni         | Cessioni                | Cessioni   |
| R.       | Nome             | a                       | Modalità   |
| -------- | ---------------- | ----------------------- | ---------- |
| S        | Giulia Bilamour  | Normac                  | definitivo |
| P        | Alessia Couchond | Texas Rio Grande Valley | definitivo |
| C        | Francesca Crippa | Bellusco                | definitivo |
| S        | Nadia Ditommaso  | Diavoli Rosa            | definitivo |
| O        | Elena Giacomini  | Quinnipiac              | definitivo |
| S        | Erjola Neza      | Argentia                | definitivo |
| L        | Martina Stucchi  | Peschiera               | definitivo |
| S        | Luana Villa      | Bellusco                | definitivo |

## Risultati

### Serie A2

#### Girone di andata
| 1ª Giornata - 6 ottobre 2024 Palazzetto dello Sport, Concorezzo   | Concorezzo     | 3 - 0 | Hermaea    | 25-20, 25-21, 25-20               |
| 2ª Giornata - 13 ottobre 2024 PalaBorsani, Castellanza            | Futura Giovani | 3 - 1 | Concorezzo | 25-15, 21-25, 25-13, 25-21        |
| 3ª Giornata - 19 ottobre 2024 Palasport da Copertino, Lecce       | Melendugno     | 3 - 1 | Concorezzo | 25-19, 25-19, 27-29, 27-25        |
| 4ª Giornata - 27 ottobre 2024 Palazzetto dello Sport, Concorezzo  | Concorezzo     | 2 - 3 | Alba       | 19-25, 25-18, 25-21, 19-25, 12-15 |
| 5ª Giornata - 3 novembre 2024 PalaCoim, Offanengo                 | Offanengo      | 3 - 0 | Concorezzo | 25-15, 25-17, 25-21               |
| 6ª Giornata - 10 novembre 2024 Palazzetto dello Sport, Concorezzo | Concorezzo     | 2 - 3 | Altino     | 28-30, 25-20, 23-25, 25-20, 13-15 |
| 7ª Giornata - 17 novembre 2024 Sanbàpolis, Trento                 | Trentino       | 3 - 1 | Concorezzo | 25-22, 25-23, 22-25, 25-10        |
| 8ª Giornata - 24 novembre 2024 PalaCoim, Offanengo                | Esperia        | 3 - 0 | Concorezzo | 25-17, 25-21, 28-26               |
| 9ª Giornata - 1º dicembre 2024 Palazzetto dello Sport, Concorezzo | Concorezzo     | 3 - 1 | Fratte     | 25-18, 16-25, 25-22, 25-21        |

#### Girone di ritorno
| 10ª Giornata - 8 dicembre 2024 Geopalace, Olbia                        | Hermaea    | 3 - 1 | Concorezzo     | 25-15, 25-22, 23-25, 25-23        |
| 11ª Giornata - 15 dicembre 2024 Palazzetto dello Sport, Concorezzo     | Concorezzo | 1 - 3 | Futura Giovani | 21-25, 23-25, 25-23, 23-25        |
| 12ª Giornata - 22 dicembre 2024 Palazzetto dello Sport, Concorezzo     | Concorezzo | 0 - 3 | Melendugno     | 17-25, 22-25, 17-25               |
| 13ª Giornata - 26 dicembre 2024 Pala Francescucci, Casnate con Bernate | Alba       | 3 - 1 | Concorezzo     | 25-19, 25-18, 21-25, 25-17        |
| 14ª Giornata - 5 gennaio 2025 Palazzetto dello Sport, Concorezzo       | Concorezzo | 2 - 3 | Offanengo      | 25-20, 25-22, 21-25, 16-25, 9-15  |
| 15ª Giornata - 12 gennaio 2025 Palazzetto dello Sport, Vasto           | Altino     | 3 - 1 | Concorezzo     | 25-12, 22-25, 27-25, 25-23        |
| 16ª Giornata - 19 gennaio 2025 Palazzetto dello Sport, Concorezzo      | Concorezzo | 1 - 3 | Trentino       | 12-25, 26-24, 19-25, 14-25        |
| 17ª Giornata - 26 gennaio 2025 Palazzetto dello Sport, Concorezzo      | Concorezzo | 2 - 3 | Esperia        | 20-25, 25-22, 25-20, 22-25, 13-15 |
| 18ª Giornata - 2 febbraio 2025 Palazzo dello Sport, Trebaseleghe       | Fratte     | 3 - 0 | Concorezzo     | 25-11, 26-24, 25-21               |

#### Pool salvezza
| 1ª Giornata - 16 febbraio 2025 Palazzetto dello Sport, Concorezzo | Concorezzo    | 3 - 0 | Castelfranco  | 25-22, 25-18, 25-22               |
| 2ª Giornata - 19 febbraio 2025 PalaManera, Mondovì                | Mondovì       | 3 - 0 | Concorezzo    | 25-14, 25-21, 25-13               |
| 3ª Giornata - 23 febbraio 2025 Palazzetto dello Sport, Concorezzo | Concorezzo    | 3 - 2 | Casalmaggiore | 25-16, 19-25, 25-22, 24-26, 15-8  |
| 4ª Giornata - 2 marzo 2025 PalaBione, Lecco                       | Lecco Picco   | 3 - 1 | Concorezzo    | 18-25, 25-22, 25-20, 25-23        |
| 5ª Giornata - 9 marzo 2025 Palazzetto dello Sport, Concorezzo     | Concorezzo    | 2 - 3 | CLAI Imola    | 22-25, 25-22, 25-21, 16-25, 11-15 |
| 6ª Giornata - 16 marzo 2025 PalaParenti, Santa Croce sull'Arno    | Castelfranco  | 3 - 1 | Concorezzo    | 18-25, 25-18, 25-23, 25-19        |
| 7ª Giornata - 23 marzo 2025 Palazzetto dello Sport, Concorezzo    | Concorezzo    | 0 - 3 | Mondovì       | 19-25, 19-25, 17-25               |
| 8ª Giornata - 29 marzo 2025 PalaRadi, Cremona                     | Casalmaggiore | 3 - 0 | Concorezzo    | 25-15, 25-20, 25-18               |
| 9ª Giornata - 6 aprile 2025 Palazzetto dello Sport, Concorezzo    | Concorezzo    | 1 - 3 | Lecco Picco   | 17-25, 18-25, 25-21, 12-25        |
| 10ª Giornata - 13 aprile 2025 PalaRuggi, Imola                    | CLAI Imola    | 3 - 0 | Concorezzo    | 25-22, 25-12, 25-10               |

## Statistiche

### Statistiche di squadra
| Competizione | Punti | In casa | In casa | In casa | In trasferta | In trasferta | In trasferta | Totale | Totale | Totale |
| Competizione | Punti | G       | V       | P       | G            | V            | P            | G      | V      | P      |
| ------------ | ----- | ------- | ------- | ------- | ------------ | ------------ | ------------ | ------ | ------ | ------ |
| Serie A2     | 16    | 14      | 4       | 10      | 14           | 0            | 14           | 28     | 4      | 24     |
| Totale       | -     | 14      | 4       | 10      | 14           | 0            | 14           | 28     | 4      | 24     |

G = partite giocate; V = partite vinte; P = partite perse 

### Statistiche dei giocatori
| Giocatore       | Serie A2 | Serie A2 | Serie A2 | Serie A2 | Serie A2 | Totale | Totale | Totale | Totale | Totale |
| Giocatore       | P        | PT       | AV       | MV       | BV       | P      | PT     | AV     | MV     | BV     |
| --------------- | -------- | -------- | -------- | -------- | -------- | ------ | ------ | ------ | ------ | ------ |
| S. Alberti      | 23       | 13       | 9        | 1        | 3        | 23     | 13     | 9      | 1      | 3      |
| V. Allasia      | 9        | 21       | 11       | 7        | 3        | 9      | 21     | 11     | 7      | 3      |
| C. Bianchi      | 14       | 24       | 17       | 2        | 5        | 14     | 24     | 17     | 2      | 5      |
| G. Bianchi      | 24       | 75       | 55       | 2        | 18       | 24     | 75     | 55     | 2      | 18     |
| A. Brutti       | 7        | 28       | 23       | 2        | 3        | 7      | 28     | 23     | 2      | 3      |
| M. Frigerio     | 24       | 143      | 88       | 37       | 18       | 24     | 143    | 88     | 37     | 18     |
| F. Ghezzi       | 17       | 0        | 0        | 0        | 0        | 17     | 0      | 0      | 0      | 0      |
| J. Kavalenka    | 24       | 417      | 362      | 35       | 20       | 24     | 417    | 362    | 35     | 20     |
| S. Marini       | 15       | 14       | 4        | 8        | 2        | 15     | 14     | 4      | 8      | 2      |
| G. Pegoraro     | 17       | 50       | 31       | 15       | 4        | 17     | 50     | 31     | 15     | 4      |
| M. Piazza       | 24       | 135      | 78       | 40       | 17       | 24     | 135    | 78     | 40     | 17     |
| A. Rocca        | 28       | 0        | 0        | 0        | 0        | 28     | 0      | 0      | 0      | 0      |
| A. Rosina       | 25       | 50       | 46       | 2        | 2        | 25     | 50     | 46     | 2      | 2      |
| S. Tonello      | 21       | 225      | 209      | 11       | 5        | 21     | 225    | 209    | 11     | 5      |
| M. Tsitsigiannī | 24       | 345      | 300      | 32       | 13       | 24     | 345    | 300    | 32     | 13     |

P = presenze; PT = punti totali; AV = attacchi vincenti; MV = muri vincenti; BV = battute vincenti